# Todor Kolew (Schauspieler)

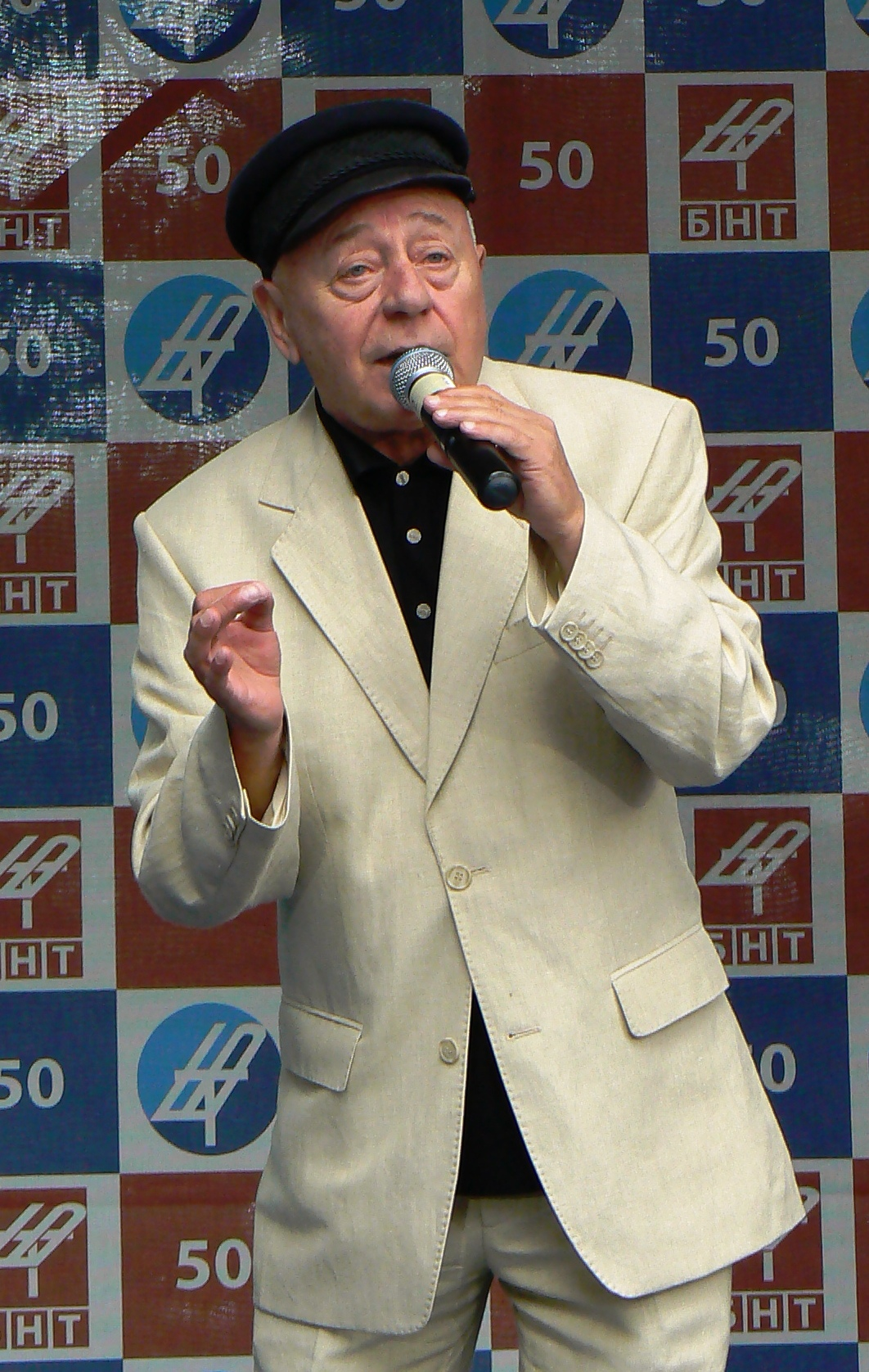
Todor Kolew (2009)

Todor Kolew (* 26. August 1939 in Schumen; † 15. Februar 2013 in Sofia) war ein bulgarischer Schauspieler, Komödiant, Musiker und Moderator.

## Leben
Todor Kolew wurde am 26. August 1939 in Schumen geboren. Er absolvierte an der Nationalen Akademie für Theater- und Filmkunst „Krastjo Sarafow“ eine Schauspielausbildung. Kolew arbeitete an Theatern in Smolian, Schumen, Plowdiw und am Theater in Sofia.
Er spielte in über 30 Filmen mit, unter anderem General und Zar oder Gefährlicher Charme.
Todor Kolew verstarb im Alter von 73 Jahren am 15. Februar 2013 in Sofia.

## Filmografie (Auswahl)
- 1966: Der Zar und der General (Tsar i general)
- 1970: Ein Augenblick Freiheit (Edin mig svoboda)
- 1972: Das Ziegenhorn (Kozijat rog)
- 1972: Zehn Tage unbezahlter Urlaub (10 dni neplateni)
- 1973: Wie ein Lied (Kato pesen)
- 1973: Zählung der Wildhasen (Prebroyavane na divite zaytzi)
- 1980: Der Doppelgänger (Dvoynikat)
- 1984: Gefährlicher Charme (Opasen Char)
- 1985: Der Tod kann warten (Smartta mozhe da pochaka)
- 2005: Morska sol (Fernsehserie, 13 Folgen)